# 普渡大學
普渡大学，简称普渡，是美国中西部印第安纳州蒂珀卡努縣西拉法葉的一所大学，為普渡大學系統的旗艦校區，学生人数约四万，是美国大学协会、十大联盟及十大学术联盟成员和公立常春藤之一。
普渡大学以工科见长，在此发展出了数项创新，包含Wiki、世界上首台全电子电视、机器人的控制与远制技术等。该校与同州的文科重镇印第安纳大学存在印第安纳-普渡竞争。

## 歷史

### 創校歷史
1862年时，美国总统林肯簽署了由佛蒙特州参议员贾斯汀·摩利尔所提出的土地拨赠法案，联邦政府按照众议员的数目给各州拨地，而这些土地出售后的资金，用来建设以传授农业和机械知识为主的大学。

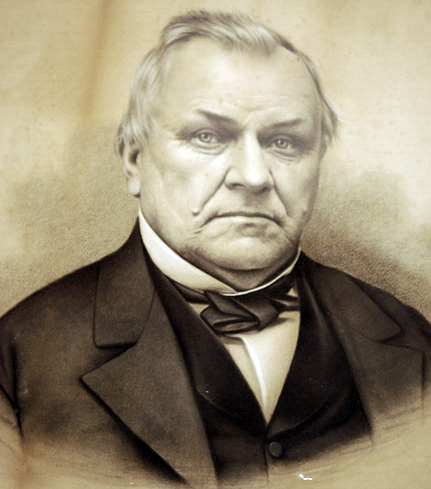
約翰·普渡

1865年，印第安那州政府收到拉法葉地区的商业领袖和慈善家约翰·普渡所捐赠的十五万美元，包括蒂珀卡努縣既有的五万美元经费及由拉法叶居民提供的150亩土地，在1869年5月6日在拉法叶市郊的这片土地上正式设立普渡大学。
1874年9月16日，普渡大学正式开始授课，初期的普渡大学只有三栋建筑物、六位教师及39个学生，并在1875年正式颁发第一个学位。同年，普渡大学招收第一个女性学生。1883年时，普渡大学学生人数增加至350人。在廿世纪初期，普渡大学开始在学术、教学及设备三方面快速扩张，并逐渐成为全美知名的大学。
今日普渡大学拥有3,000名教师和40,000名学生。2011年时，普渡大学国际学生共7934名，占该校学生近20%。根据国际教育协会统计，普渡大学为国际学生第二多的公立大学，在Big Ten中也为第二名，并在全美所有大学中排第4位。普渡大学的Discovery Park与Purdue Research Park是数百家医学、生物科技与奈米科技实验室的所在地。
普渡提供大学部与研究所超过200种以上的主修。普渡在美国的航空史上占有一席之地，该校建立了第一个提供了飞行训练的学院、第一个四年制航空学士学位与第一个大学机场（普渡大学机场）。在20世纪中期，普渡的航空系扩编并包含了了先进航太科技，这也使得普渡有了“太空人的摇篮”的美名。目前的太空人有22名是普渡校友，其中包含了维吉尔·格里森、尼尔·阿姆斯壮和尤金·塞尔南。第23届美国总统本杰明·哈里森在1895到1901为董事会成员，校园中的Harrison Hall以他为名。

## 校園
普渡大学所在的西拉法叶是个大学城，距芝加哥约100英里，车程二小时，距该州首府及最大城市印第安纳波利斯约65英里，车程约一小时。美国铁路Amtrak每天都有列车经过此地前往芝加哥和印第安纳波利斯。

### 地标
普渡广场（Purdue Mall）是全校的中心，因为临近众多建筑物，也被称为Purdue Spine，最初被设计成为连接橄榄球场的通道。最著名的建筑是在末端的工程喷泉（Engineering Fountain）。工程噴泉由1939级学生捐赠，直径50英尺，高38英尺（12公尺）。包含280盏灯和228吨水泥。运行时，每分钟由36个喷嘴喷出588升循环水。钟楼建于1895年，现有的钟楼是在1956年基础上改建的。一个时间囊于1995年在钟楼下面埋入，将于百年之后，即2095年打开。钟楼为普渡大学的重要标志之一，在西拉法叶与拉法叶地区亦常见到此标志。
普渡纪念馆（Purdue Memorial Mall）的原型是1912届学生每人捐资5美元建成的体育馆，用于纪念在1903年因火车事故遇难的14名校足球队球员。在第一次世界大战中，共有4013名毕业生服役并有67人阵亡。为了纪念他们改名为普渡纪念馆，1921年-1922年进行设计，1922年4月动工，于1924年9月部分完工并且开放，设计容纳1000学生同时进餐。1929年扩建酒店部分，1936年扩建休息室和舞厅，1985年进行翻新。普渡纪念馆东边为普渡纪念联盟（Purdue Memorial Union），为普渡学生活动主要场所，亦为普渡大学对外联系的重要客运站点，大学旅馆（Union Club Hotel）亦於此处。艾略特音樂廳（Edward C. Elliott Hall of Music）在足球場西南部，為世界上最大的前舞台劇院（proscenium theaters）之一，經常有表演活動。

### 南校园

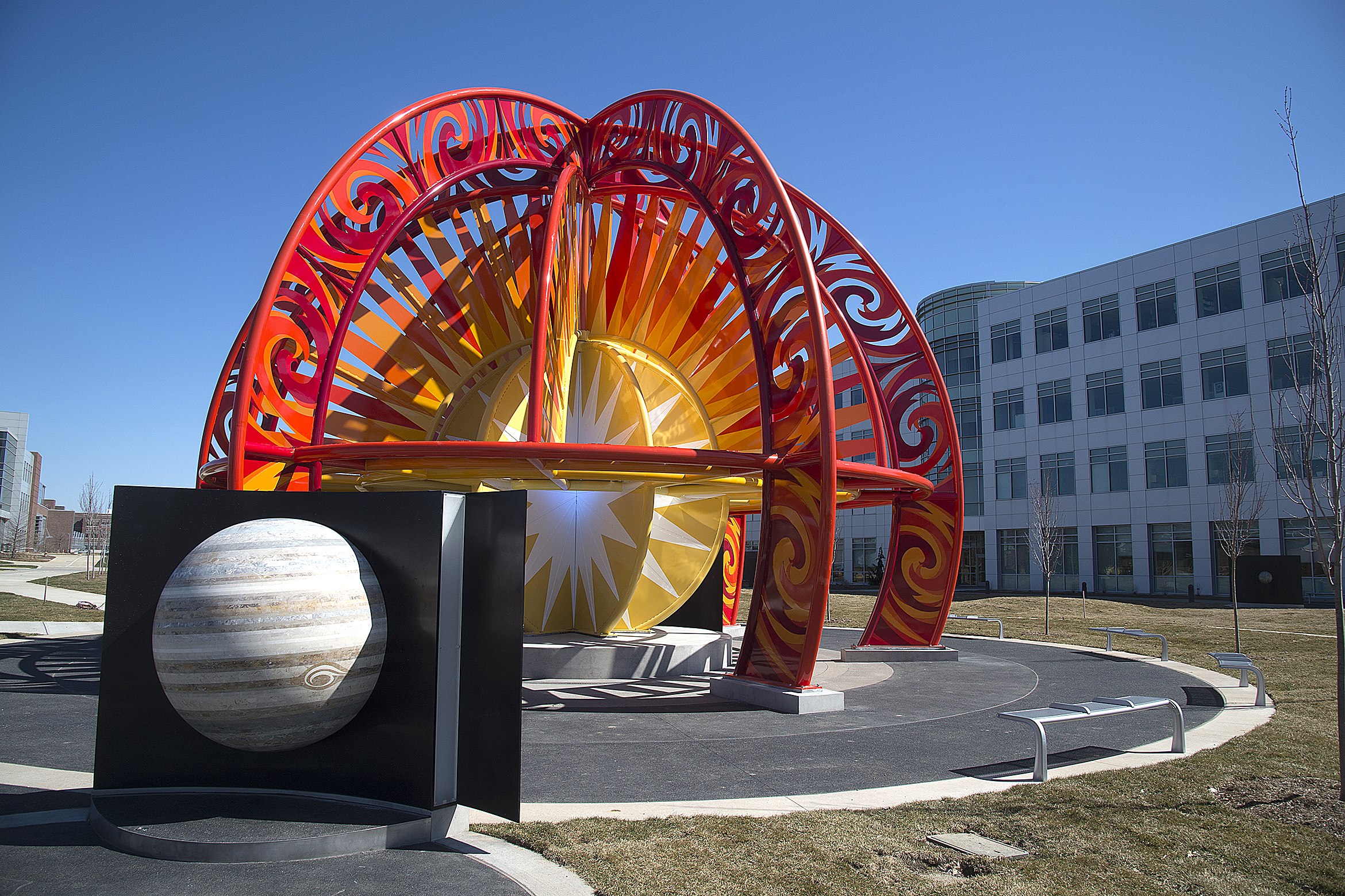
位於探索研究園區內的VOSS Model，即太陽系模型。

南校园包括了克兰纳特管理学院、农学院，文理，生命科学和兽医学的教学大楼，以及普渡大学机场、园艺花园、探索研究园区（Discovery Park）。普渡探索園區（Discovery Park）（页面存档备份，存于）位于校园南部，提供各种跨领域研究机会。普渡的奈米科技研究中心座落於此，为美国最佳的奈米科技研究中心。

### 西校園
西校园包括学生宿舍与各项餐饮及运动休閒设施。科多法休閒运动中心（Córdova Recreational Sports Center）建于1957年，为美国第一栋专为大学学生休閒建立的体育场馆，并在一开始被称之为共同休閒体育馆（Co-recreational Gymnasium），取代更之前男女分开的体育场馆。即使该体育馆官方名称经过多次更替，昵称「the Co-rec」依旧流传与普渡师生之间。另有Boilermaker水上运动中心（Boilermaker Aquatic Center）。

### 北校園
校园北部多为1920年代，普渡自工业家罗斯（David E. Ross）与作家埃德（George Ade）购得，现今为普渡许多重要运动场馆所在地，包括美式足球场馆：罗斯-埃德体育场、篮球场馆麦基竞技场（Mackey Arena）、兰伯特田径场（Lambert Fieldhouse）。Slayter表演艺术中心（Slayter Center of Performing Arts）与Cary Quadrangle亦作落此处。亚历山卓棒球场（Alexander Field）及其他运动场则及中在北校园偏西约一哩处。普渡探索園區（Purdue Research Park） （页面存档备份，存于）於1961年创立，主要位于校园北部。《美国大学研究园区协会》（Association of University Research Parks）2004年评鉴为全美第1，提供许多研究工作机会，共有约155间企业、超过3,000位员工。另外在印第安纳波利斯等三处另有园区分部。

### 机场
普渡大学场是全美第一所大学所拥有的机场，也是爱蜜莉亚·厄尔哈特计划她的全球飞航的机场。普渡大学机场是全印第安纳州第二繁忙的机场，仅次于印第安纳波利斯国际机场。該機場與2024年開始恢復與芝加哥歐海爾國際機場的定期商業航班。

## 學術

### 学院
農學院包括十一個系，農業及生物工程、農業經濟、農藝、動物學、生化學、植物及植物病理、昆蟲學、食品科學、森林與自然資源、園藝與地表景觀、以及農業初等教育。
教育學院：包括下列兩個系，課程與教學，以及教育研究。
工程學院包括下列九個系，航太工程、生化工程、化學工程、土木工程、電機及計算機工程、工業工程、材料工程、機械工程及核子工程。包括下列九個系：農業及生物工程系、工程教育系及工程專業教育系；還包括一個學：建築工程與管理。
健康與人類科學學院包括下列九個系，兒童發展與家庭科學、健康科學、營養學、餐飲旅遊管理、健康與運動機能學、公共衛生護理、心理科學以及言語語言聽力科學。
博雅學院包括下列十個系，英文、語言與文化、歷史、哲學、政治學、心理學、社會學、人類學、設計藝術表演以及传播学。
藥學院包括下列三个系，工业和物理药剂、药物化学和分子药理、药物实践。
理學院是1962年美國第一個成立計算機科學的學術單位，包括下列七個系，生物科學、化學、計算機科學（美國第一個成立計算機科學的學術單位）、地球與大氣科學、數學、物理及統計。
普渡理工研究所包括下列六個系，航空與交通科技、建築管理科技、電腦繪圖科技、電腦及資訊科技、工程科技、科技領導與創新。目前學校要把Piper Warrior III機隊還成Cirrus SR-20，另外還夠買一架Bombardier CRJ-700模擬機跟一架Phenom 100噴射機作為學生上課用途。航空與交通科技學系是唯一一所飛行學校有提供商業飛行訓練。
獸醫學院包括下列三個系，獸醫病理、獸醫臨床、以及基礎醫學。
丹尼尔斯商学院是普渡大学的商学院。

### 研究
普渡大学於2006-2007年共花费四亿七千两百零七万美金投入於研究上，经费来源包括联邦政府与州政府、产业、基金会以及个人捐款。教职员及超过四百个研究实验室的努力，使得普渡大学成为了领先的研究机构。
卡内基高等教育分类（Carnegie Classification of Institutions of Higher Education）认为普渡大学有「非常高度的研究活动（very high research activity）」。根据2007年出版的科学人杂志，普渡为美国最佳研究工作地点第四名。在农业、管理、经济、教育、工程、环境、健康、社会、文化、制造业、科学、兽医等领域，普渡大学均有非常丰厚的研究成果。

## 学术排名
在美国新闻与世界报道中，普渡大学排名为全美第43位，公立大学第17名。在QS世界大學排名中，普渡大学排名为全球第89名, 美国公立大学第八名，美国大学第24名。在泰晤士高等教育世界大學排名中，普渡大学排名为全美公立学校第14名，全美大學第33名，全球第86名。泰晤士高等教育世界大學排名則将其世界声誉列为全球前70名之一。
普渡大学以工学院及农学院闻名全美，在全美的工程师数量中排行第一，而工学院一向保持在全美前十。世界上首台全电子电视机就诞生在普渡ECE。近年来也在其他领域积极发展，商学院已在US news前进至全美前21。目前普渡大学共有八个及十四个学校。约20个专业全美前十、近40个专业全美前20名
在《美國新聞與世界報導》評鑑中，工學院全美本科排名第9，研究所排名第12。普渡大学工业工程学全美本科排行第3，研究所排名第6。普渡大学航太工程全美本科排行第4，研究所排名第4。農業及生物工程全美本科排行第5，研究所排名第1。機械工程全美本科排名第7，研究所排名第8。土木工程全美本科排名第8，研究所排名第7。电机及计算机工程於全美本科排行第9，研究所排名第10。化學工程全美本科排名第13，研究所排名第14。材料工程全美本科排名第12，研究所排名第13。核子工程全美本科排名第4，研究所排名第13。
在《美國新聞與世界報導》評鑑中，生物科學全美研究所排名第62。化學全美研究所排名第24。電腦科學全美研究所排名第20。地球科學全美研究所排名第41。數學全美研究所排名第26。物理全美研究所排名第37。統計全美研究所排名第27。
在《美國新聞與世界報導》評鑑中，商學院全美研究所排名第21。分析全美本科排名第12。生產暨作業管理排名第8。量化分析全美本科排名第10。供應鏈管理全美本科排名第10。

## 運動
普渡大学球队昵称为「Boilermaker」（普渡大學鍋爐工隊），隸属于NCAA十八个分区中的I/I-A区，并为Big Ten联盟中的成员。校园中较受重视的运动项目包括美式足球及篮球。另外也有棒球、足球、網球、游泳、田徑等校隊。
普渡大学美式足球队为十大联盟联盟中的主要成员，曾在1967年及2001年打进象征联盟冠军的玫瑰盃（Rose Bowl），并自1996年后，在教练Joe Tiller的带领之下，连续八年都打进季后各种不同的盃赛。
近十年普渡Boilermaker美式足球队表现不如早期Big10水準，很少看见该队挤入全美前25名。虽然如此，还是有少部分球员在毕业后加入NFL。
普渡大学的男子篮球及女子篮球是Big Ten联盟所有球队中赢得最多联盟冠军的队伍，包括21次的男子冠军及6次的女子冠军，其中男子篮球队教练Gene Keady在担任教练的廿五个球季（1980-2005）中，共带领普渡男子篮球队打进十八次的NCAA季后赛，生涯胜场数超过五百胜，为史上最多胜的教练。普渡大学诞生的著名NBA球员包括1980年NBA新秀状元 乔-巴里-卡罗尔（Joe Barry Carroll）金州勇士（Golden State）、1994年NBA新秀状元 格伦-罗宾逊（Glenn Robinson）密尔沃基雄鹿（Milwaukee）以及火箭队2007年新秀卡尔-兰德里（Carl Landry）、国王的布拉德-米勒等。

## 校园传统

### 早餐俱樂部
早餐俱樂部（Breakfast Club）為學生間口耳相傳畢業之前一定要參與的非官方傳統。在美式足球賽季，如果比賽時間為星期六，當天早上需要特別裝扮類似萬聖節的服裝前往校園鄰近的酒吧，狂喝啤酒一整個早上後，再前往觀看中午或傍晚的球賽。此傳統在每年四月的Grand Prix賽車日亦有學生參與。

### 噴泉跑
噴泉跑（Fountain Run）自1989年工程噴泉建成後，即為學生與校友間流行的傳統至今，為「Boilermaker Experience」（鍋爐工人體驗）的一環。參加者需要進到校園內的五座主要噴泉內，將自身浸濕，並在短時間內連續跑滿五座噴泉。最常見的時間點為一年級新生剛進校園時的「Boiler Gold Rush」活動，以及期末考週及其前一週，以獲得象徵性的祝福。五座噴泉分別為Class of 1939 Water Sculpture（工程噴泉）、Loeb Fountain、Lion Head Fountain、Memorial Fountain、與Discovery Park內的小噴泉。

### 吉祥物

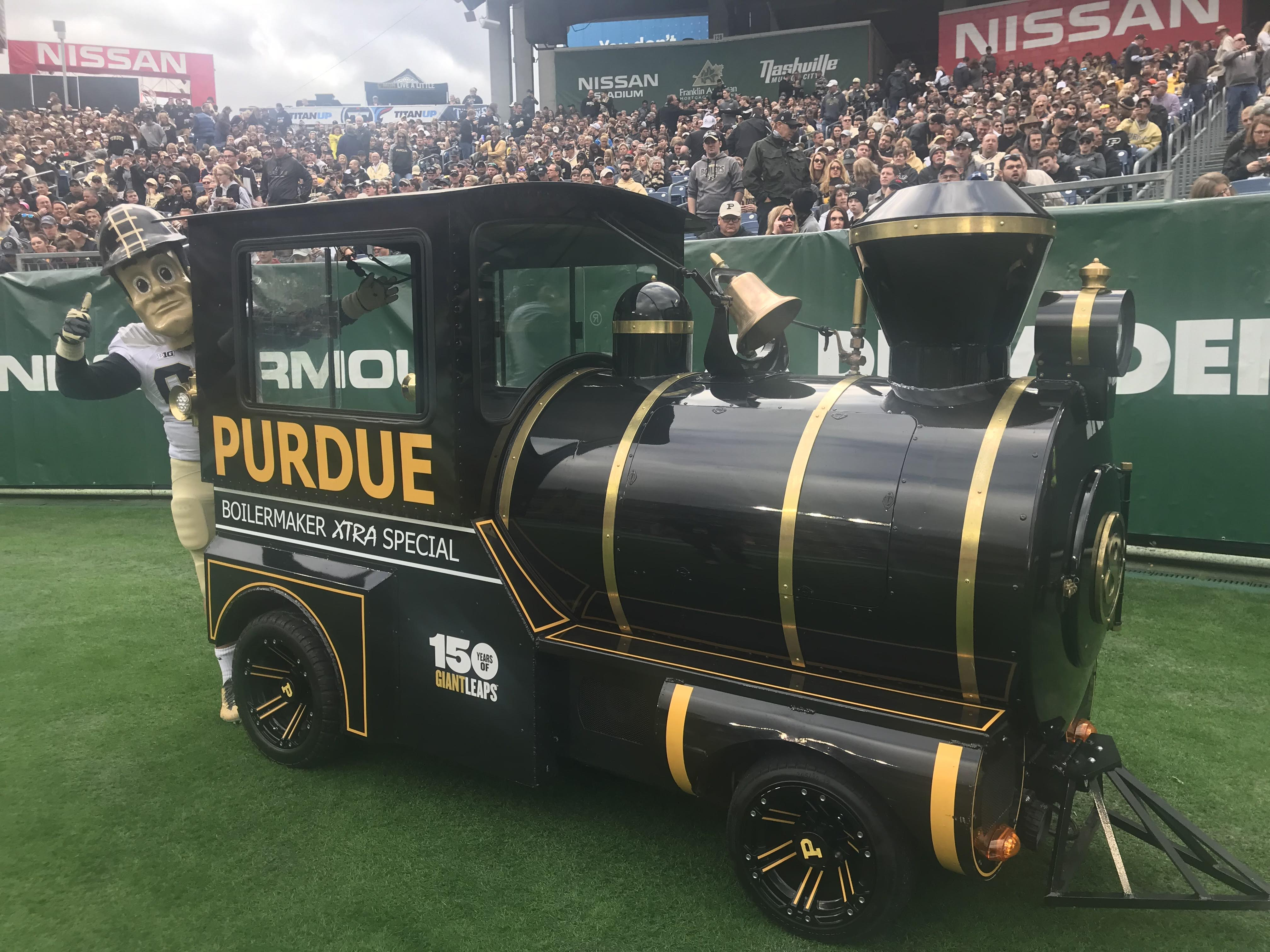
Boilermaker X-tra Special VIII

普渡大学的官方吉祥物是「Boilermaker Special」，它是可在一般道路行走的小火車。一号车于1940年推出，至2017年已经更新到八号车。小火車可在校園內各處見到。民眾可搭乘繞行校園，繞行期間司機會偶爾鳴笛，乘客也常會與路人互動。小火車常見於校內各大活動，例如美式足球球賽、畢業典禮等。

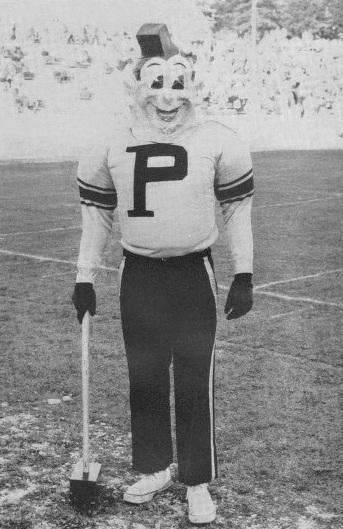
Purdue Pete

普渡大學另有一个名为「Purdue Pete」的非官方吉祥物，其為一個手持小鐵鎚，魁梧結實的鍋爐工(Boilermaker)，常见于普渡校队各类比赛的场边。關於這個吉祥物的來源眾說紛紜，有一說是因為1889年普渡大學於美式足球中大敗Wabash college, 當地的報紙以“Wabash snowed completely under by the burly boiler makers from Purdue"報導此事。另一說則是由於紀念1895年普渡附近開通的鐵路而以鍋爐工作為吉祥物致敬。

### 校徽
1969年校庆时，普渡校方通过将鹰头狮身（Griffin）的校徽认定为正式校徽。该标志由普渡大学教授Al Gowan设计，取代了另一个使用长达70年的非官方认可校徽，鹰头狮身下的三面盾牌分別代表普渡校训中的三个目标：教育、研究、服务。除了此一校徽之外，常见於普渡网站及文件的标志还有Boilermaker的蒸气火车头、普渡球队吉祥物的Purdue Pete，以及学位证书上的普渡大学董事会标志。

## 校園生活

### 學生組成
|                              | 大學部 | 研究所 | 教職人員 | 美國人口統計 |
| ---------------------------- | ------ | ------ | -------- | ------------ |
| 非裔美國人                   | 4%     | 5%     | 4%       | 12.6%        |
| 亞洲人                       | 6%     | 6%     | 11%      | 4.8%         |
| 西語裔或拉丁美洲人           | 4%     | 5%     | 3%       | 16.4%        |
| 美洲印第安人或阿拉斯加原住民 | 0.2%   | 0.3%   | 0.5%     | 0.9%         |
| 國際學生                     | 16%    | 44%    | 3%       | N/A          |

### 住宿
普渡大学约有三分之一的大学部单身学生住在校园内的学生宿舍，其余学生则多居住在学校周边的校外公寓或独栋房屋。
普渡大学目前共有15栋学生宿舍，分別为Cary Quadrangle、Earhart Hall、First Street Towers、Harrison Hall、Hawkins Hall、Hillenbrand Hall、Hilltop Apartments、McCutcheon Hall、Meredith Hall、Owen Hall、Purdue Village、Shreve Hall、Tarkington Hall、Third Street Suites、Wiley Hall以及五间Windsor Halls: Duhme, Shealy, Warren, Wood, and Vawter。其中Purdue Village为研究生宿舍，其余均属大学部宿舍。Cary Quadrangle和Tarkington Hall为男生宿舍，Windsor为女生宿舍，其余为男女混合之宿舍。

### 媒體
Purdue Exponent是一份獨立的學生報紙，在印地安那州的大學報紙中擁有最大的發行量，在春季班與秋季班期間可印行17500份之多。WBAA是普渡大学所有的广播电台，其频率分布在AM 920KHz和FM 101.3MHz，其播音室位于Elliott Hall of Music，播送地区为整个拉法叶市。

### 社團活動
普渡大学学生活动极为活跃，共有45个兄弟会和25个姊妹会总共约五千个学生参与，被列为全美第三大。并有十五座分散各地的大学生及研究生宿舍区。

### 国际学生
普渡是相当国际化的学校，在美国境外的名声响亮。根据2021年秋季普渡大学官方提供的资料，国际学生有来自世界128个国家共8956人，并有来自68个国家的1154位国际学者。普渡同时也是美国公立大学国际学生数第四名、Big Ten联盟学校国际学生数第二名的美国大学。
2021年秋季普渡留学生来源国家人数统计中，中国大陆学生以2530人为最多，其次是印度（2300人），第三是韓國（649人），臺灣第四（419人），哥倫比亞第五（162人），巴西第六（148人），尼日利亚第七（138人），加拿大第八（135人），越南第十（129人），沙特阿拉伯第十（128人）
| 名次 | 來源國家 | 總學生人數    | 大學部學生人數 | 研究所學生人數 | 備註   |
| ---- | -------- | ------------- | -------------- | -------------- | ------ |
| 1    | 中国大陆 | 2530（28.2%） | 1144           | 1386           | 2021年 |
| 2    | 印度     | 2300（20.4%） | 793            | 1507           | 2021年 |
| 3    |          | 649（7.2%）   | 352            | 297            | 2021年 |
| 4    | 臺灣     | 419（4.7%）   | 217            | 202            | 2021年 |
| 5    | 哥伦比亚 | 164（1.8%）   | 43             | 119            | 2021年 |

普渡留学生学科统计中，工程学院拥有最高比例的国际学生（40.7%），其次为科学学院（20.6%），管理学院（10.2%）第三，第四之后为普渡理工学院（8.9%）、农业（5.6%）、农业（5%）等。相较于2019年，中国学生人数从2756人下降至2530人，占比下降8.2%，印度学生人数由2019年的1719人上升至2300人，上升幅度为33.8%，韩国学生人数从644人上升至649人，上升幅度为0.4%，台湾学生人数从340人上升至419人，上升比例为23.2%，哥伦比亚学生人数从147上升至162，上升幅度为10.2%。
每年四月第一个星期，普渡大学国际学者学生办公室（International Student and Scholar Office - ISS）均会定期举办世界周，促进国际学生与当地社区的关系。

## 校景

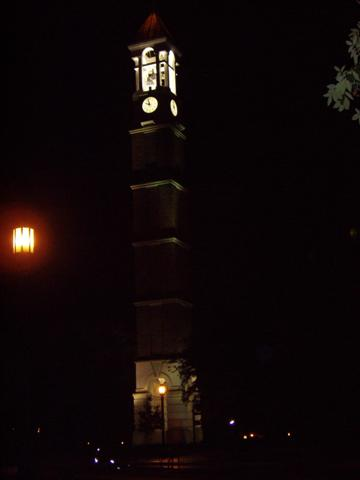
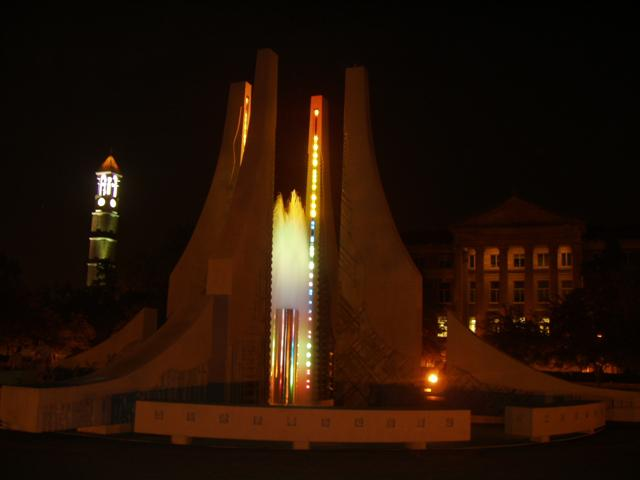
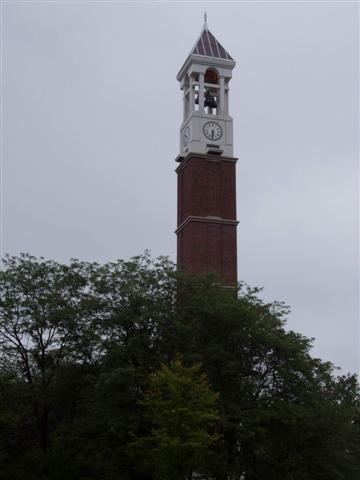
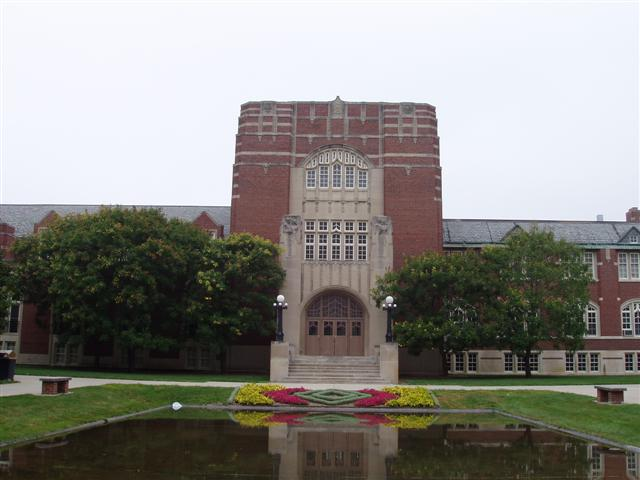

## 著名人物

### 校友
普渡校友在科学界及工程界获得了可观的成就，在目前的统计中，普渡校友拥有超过15,000项美国专利。目前仍在世的普渡校友高达410,000位，普渡校友中心（The Dauch Alumni Center）占地6,200平方米，目前拥有68,000名会员，设立并展示校友的历史记录，并做为校友协会的集会场所。
普渡大学常被称做「太空人的摇篮」，普渡大学毕业生中共有廿二个太空人，包括第一个太空人尼尔·阿姆斯壮，目前最后一个登月的太空人尤金·塞尔南，和在首次阿波罗1号任务中牺牲的维吉尔·格里森。到目前为止，普渡培养出了22位太空人，其中包含了第一位垂直升空的古斯·葛利森，登月第一人的尼尔·阿姆斯壮，尤金·塞尔南。在NASA中，超过1/3的登月任务至少有一位普渡校友参与。
在科学上，普渡培育了三位诺贝尔物理奖得主，分別是：爱德华·珀塞尔、本·莫特森和朱利安·施温格；三位诺贝尔化学奖得主：赫伯特·布朗、铃木章和根岸英一。其他著名的普渡校友包含了机械人与摇控技术先驱Thomas B. Sheridan、Debian开创者伊恩·默多克；中国物理学家邓稼先及以发现高蛋白玉米及豆类的生化学家埃溫·莫茲。
- 愛德華·珀塞爾，1952年諾貝爾物理獎得主，該校電機工程學學士、碩士
- 本·莫特森，1975年諾貝爾物理獎得主，該校1947年物理學士
- 尼爾·阿姆斯壯，第一個踏上月球的宇航员，1955年航空工程学学士
- 沃德·坎寧安，WIKI之父，該校電機工程與計算機科學學士、計算機科學碩士
- Elwood Mead，美国最大的水利工程人造湖胡佛水坝首席工程师，1882年普渡大学农业学士，1884土木工程硕士，1904被授予普渡大学第一个荣誉博士称号。
- Robert Forney，光纤技术的主要革新家，普渡大学BSChE '47, MSChE '48, PhD '50，1981年被授予荣誉博士，杜邦公司执行副总裁。
- Robert Batts，车载（警车）无线电发明人，1920年代在普渡电子工程系学习。
- Roscoe George，世界上第一台全电子电视接收机发明者，普渡大学1922年EE学士，1927年EE硕士学位。
- 切斯利·萨伦伯格，英雄飞行员，2009年1月15日将受损飞机紧急迫降在纽约的哈德逊河上，挽救了全美航空1549航班155人生命。1973年在普渡大学获得硕士学位。
- 伊萨姆·沙拉夫，埃及总理，土木工程系博士。
- 孙立人，土木工程學士（1924），中华民国高级将领，著名抗日英雄。
- 梁思礼，電機工程學士（1945），梁启超之子，中国科学院院士，火箭与导弹专家，国际宇航科学院院士，国际宇航联合会副主席。
- 陈学俊，機械工程碩士（1946），中国科学院院士，热能动力工程学家，曾任西安交大副校长。安徽滁县人。
- 王守武，電機工程碩士（1946）、物理學　博士（1949），中國科學院院士，半導體器件物理學家，中國半導體科學奠基人之一。
- 王补宣，機械工程碩士（1949），中国科学院院士，热工学、传热传质学、工程热力学家。
- 邓稼先，物理學　博士（1950），核物理学家，中国科学院学部委员（现称科学院院士），中国核武的“两弹元勋”。
- 華錫鈞，航空工程碩士（1965），航空工程博士（1968），中華民國空軍二級上將，經國號戰機研發團隊主持人，譽為「IDF之父」。
- 汪正平，化學　　學士（1969），國際著名電子工程學學者、美國國家工程學院院士、中國工程院外籍院士。前香港中文大學工程學院院長。現任美國喬治亞理工學院「董事教授」、材料科學及工程學系Charles Smithgall Institute講座教授、香港科技大學機械及航空航天工程學系客座教授。
- 陳唐山，地球物理博士（1972），中華民國政治人物，曾任第五屆立法委員、外交部長與總統府秘書長。
- 蔡明道，生物化學與藥物化學博士（1978），中央研究院院士、世界科學院院士、美國科學促進會(AAAS)會士，酵素學家、結構生物學家。俄亥俄州立大學名譽教授，現任國立台灣大學特聘研究講座教授、中央研究院生物化學研究所客座講座。
- 张家祝，土木工程博士（1979），中華民國当代运输工程界知名学者。曾任中华民国经济部部长、中华民国交通部常务次长，國立交通大学的交通运输研究所所长，交通部运输研究所所长，中华邮政董事长，曾任中华大学校长，中华航空董事长。
- 林继明，電機工程博士（198X），半导体工程师，美国NBA球星林书豪之父。国立台湾大学机械工程系学士，於1977年考取中华民国教育部公费留学，到普渡大学攻读电机博士学位。
- 馬祖琳，課程教學博士（198X），中華民國大學教授，任職於國立屏東科技大學幼兒保育系，現已退休。
- 李国杰，電腦科學博士（1985），中国工程院院士，第三世界科学院院士，中科院计算所所长，浙江大学计算机学院院长。
- 朱博湧，管理學　博士（1987），财团法人宏碁基金会标竿学院院长，国立交通大学管理科学系教授，科技管理学会院士。
- 趙涵捷，電機工程博士（1993），中華民國大學教授，任職於國立東華大學電機工程學系，現任國立東華大學校長，首屆中華民國台灣普渡同學會理事長。曾任國立宜蘭大學校長，教育部電子計算機中心主任。
- 郭伯臣，電機工程博士（19XX），中華民國大學教授，任職於國立臺中教育大學 教育資訊與測驗統計研究所特聘教授，現任教育部資訊及科技教育司司長。
- 趙宇天，台灣人，1973年博士畢業，後移民美國。美國華生藥廠（Watsons Pharmaceuticals）創辦人及前執行長。
- 张益唐，数学系博士（1992），2013年在孪生素数猜想上取得重大突破，获得国际数学界赞誉，现为加州大学圣巴巴拉分校教授。张以其坎坷的人生经历及辉煌的数学成就而闻名。

### 教授
普渡大学的教师中诞生了2位诺贝尔化學奖得主。目前工学院教师中有20位美国工程院院士、2位美国技术和创新奖得主、45位美国科学基金NSF得主，其中电机及计算机工程系ECE有4位美国工程院院士、2位美国工程院Gordon Prize得主，1位美国技术奖得主，1位IEEE主席，23位IEEE院士，
- 根岸英一，1935年出生在满洲国新京（今中国长春），日本科学家。2010年诺贝尔化学奖得主，普渡大学化学系赫伯特·布朗教授，在钯催化交叉偶联反应研究领域的成果使人类能有效合成复杂有机物。
- 赫伯特·布朗，1979年诺贝尔化学奖得主，时任（1947──2004）普渡大学化学系教授。
- 朱利安·施温格，1965年诺贝尔物理学奖得主，曾任普渡大学物理系教授。
- 弗农·史密斯，2002年诺贝尔经济学奖得主，普渡荣誉博士，该校Krannert学院教授，曾在普渡开始其学术职业生涯并工作12年。
- Albert W. Overhauser，美国科学院院士，普渡大学着名教授. 1951年加州大学伯克利分校物理系博士学位, 2005年被授予普渡荣誉博士学位. 1951年发明Overhauser Effect并取得卓越的成就，被公认为该领域的权威. 1973年在普渡开始其教授职业生涯并工作37年. 1994年美国国家科学奖章National Medal of Science得主, 2009年在瑞典哥德堡被授予Russell Varian奖。
- Charles Ellis，美国著名的金门大桥设计者，普渡大学土木工程教授。
- 范信达，无线电广播之父，普渡大学电子工程第一个教授。
- 傅京孙（King-sun Fu），美国工程院院士，著名华裔科学家，模式识别之父，1960-1985普渡大学电子及计算机工程系著名教授。
- Reinhardt Schuhmann，现代冶金学奠基人，1954-1980普渡大学冶金学教授。
- Gavriel Salvendy，普渡大学工业工程学系教授，美国工程院院士，长期从事人因工程学和工教学的研究并取得卓越的成就。所主编的工业工程手册在国际上被公认为该领域的权威著作。2001年10月，清华大学聘Gavriel Salvendy担任清华大学工业工程系第一任系主任，开外国学者任清华系主任的先河。
- 加比萨·埃西塔，作物育种专家和遗传学家，因对高粱种植的研究做出重大贡献而荣获2009年世界粮食奖。

## 外部連結
- 官方网站